# Жилунович Дмитро Федорович
Дмитро Федорович Жилунович (псевдонім Тишко Гартний, біл. Зьміцер Хведаравіч Жылуновіч; *23 жовтня (4 листопада) 1887, Копиль, Слуцький повіт, Мінська губернія, тепер Мінська область — †11 квітня 1937, Могильов) — білоруський письменник, громадський та державний діяч. Учасник революції 1905—1907 років.
Інші псевдоніми та криптоніми: Овід; Овідень; Оглядач; В. Аса; Білорус; Білорус-Комуніст; Бейгар; Вар; П. Вартовий; Павлюк Вартовий; Васа; Симон Гляк; Габрусь Друк; Симон Друк; Зета; Зміжила; Дмитро; Знайомий; Дмитро Копилянін; Янка Клич; Міщанин; Мінчанин; Тишко Г.; Мужик; С. Смик; Я. Смик; Старий С-Д; Твій син Дмитро; Червоний; Язеп Червонь; Шулятник; А.; Ц. Г.; Д. Ж.; З. Ж.; У. Ж.; Ул. Ж.; Д.Ж-ч; З.Ж-ч; Я.К-іч і інш.

## Праця
Працював ремісником-шкірником у Копилі, Литві, Україні, на заводі у Санкт-Петербурзі. Друкуватися почав з 1908 року у газеті «Наша ніва». Перша книга «Пісні» вийшла у 1913 році.
У 1918 році був секретарем Білоруського національного секретаріату. Редактор першої білоруської більшовицької газети «Зоряниця». З жовтня 1918 року у РКП(б). З 1 січня по 3 лютого 1919 голова Тимчасового уряду Радянської Білорусі. Потім був політпрацівником Червоної Армії.
У 1921 році в Берліні налагодив видання білоруських кних. Після повернення у Мінськ — редактор газети «Радянська Білорусь», ініціатор створення літературного об'єднання і часопису «Полум'я», очолював Держвидавництво БРСР і Центральний архів БРСР, працював заступником наркома освіти БРСР, в Інституті історії Академії наук Білорусі.
У 1923 році пленум ЦК КП(б)Б ухвалив постанову про присвоєння Т. Гартному звання Народного поета Білорусі, але вона так і не була виконана. Академік Білоруської Академії Наук з 1928 року.

### Репресії
Був виключений з ВКП(б) 16 січня 1931 року з формулюванням «за зв'язок із <…> нацдемівськими й фашистськими елементами». Був арештований 15 листопада 1936 року, 7 квітня 1937 року переведений у Могильовську психіатрично лікарню, де і помер (за офіційною версією від гангрени легень; за іншими джерелами — скінчив життя самогубством).
Похований на окраїні Печерського парку в Могильові.
Був реабілітований у громадсько-правовому плані 15 жовтня 1955 року. Цілком (політично) реабілітований 10 вересня 1987 року.

## Творчість
Автор роману «Соки цілини» і «Розмови», п'єс, збірників оповідань, статей з історії революційного руху в Білорусі.

## Пам'ять
На виявленому місці поховання 11 квітня 1989 року було встановлено меморіал. Іменем Дмитра Жилуновича названо вулиці у Мінську, Копилі.

## Бібліографія

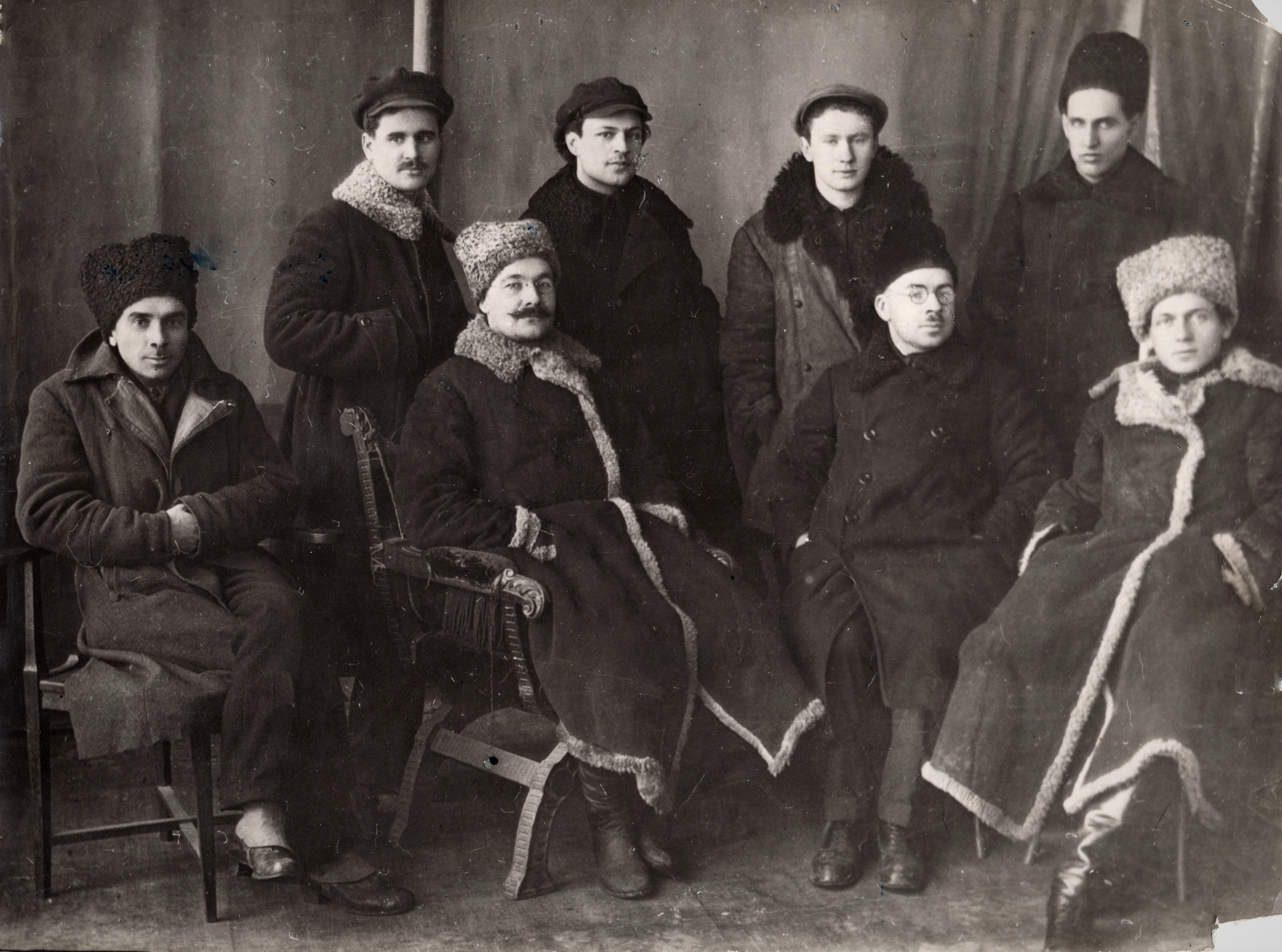
Делегати Першої Всесоюзної конференції Асоціації пролетарських письменників СРСР, представники України та Білорусі. Зліва-направо, сидять: Микола Хвильовий, Сергій Пилипенко, Цішка Гартний, Адам Бабарека. Стоять: Григорій Епік, Міхась Чарот, Анатоль Вольний, Микола Христовий. Москва, 6 січня 1925 р.